# Regina Graz
Regina Gomide Graz (Itapetininga, 1897 - São Paulo, 1973), foi uma pintora, decoradora e tapeceira, considerada como a introdutora das artes têxteis modernas no Brasil e tida como uma das artistas mais produtivas no meio artístico nacional durante a primeira e segunda geração do modernismo no Brasil (entre as décadas de 1920 a 1940). 
Exerceu papel importante para as artes plásticas brasileiras, port ter sido uma das precursoras do estilo art déco  no Brasil. Porém, é pouco conhecida do grande público em consequência de seus trabalhos serem vistos como colaborações com seu marido, o pintor e designer John Graz (1891 - 1980) e seu irmão, o pintor Antonio Gomide (1895 - 1967). 

## Biografia

### Primeiros anos e introdução às artes
Regina Prado Gomide nasceu no ano de 1897, em Itapetininga, no estado de São Paulo, filha de Gabriel Gonçalves Gomide e  Querubina Prado Gomide. Em 1913, em consequência da nomeação de seu pai para um cargo diplomático, a família transferiu-se para Genebra. Lá, ela e seu irmão, Antonio, ingressaram na École des Beaux Arts de Genebra, onde conheceram John Graz, que, em 1920, iria se tornar marido de Regina, além de seu parceiro profissional, no Brasil.   
Em seu período de estudo em Genebra, Regina testemunhou o auge do estilo  art déco e, simultaneamente, ascensão das vanguardas artísticas modernistas (como o Cubismo, o Dadaísmo) e do próprio Museu de Arte e História de Genebra. Seus principais trabalhos se expressaram na forma de tapeçarias, tecidos e na confecção de colchas, almofadas, tecidos e abajures em estilo cubista e art déco.

### Década de 1920 e início profissional
No início da década de 20, São Paulo, Regina juntamente com seu futuro marido John Graz, começa a se inserir na vida intelectual presente na cidade, por intermédio do escultor Victor Brecheret. Isto trouxe a oportunidade de participar da Semana de Arte Moderna de 1922, porém sua participação não se concretizou.
Os trabalhos expostos já traziam elementos do movimento Art Déco marcado por características luxuosas, através de formas geométricas resultando em um design abstrato. Trabalhos posteriores da artista foram somados com influências de vanguardas artísticas como: futurismo, cubismo, construtivismo, modernismo e abstração geométrica.  
Em 1923, um ano após a sua participação na Semana de Arte Moderna, a artista foi ao Rio de Janeiro para realizar uma pesquisa sobre tecelagem indígena do Alto Amazonas. Assim, Regina foi considerada uma das pioneiras no interesse pela tradição indígena brasileira. 
Em 1925, visitou a Exposição Internacional de Artes Decorativas e Industriais Modernas, em Paris, a qual solidificou as bases do estilo Art Déco no cenário das artes aplicadas e da arquitetura. 

### Década de 1930 a 1940: de volta à São Paulo
Durante a década de 1930, Regina atuou fortemente no cenário artístico. Na cidade de São Paulo, Regina participou da equipe de decoradores da Casa Modernista de Gregori Warchavchik. Mais tarde, por volta de 1932 a 1934, ela se torna membro da Sociedade Pró-Arte Moderna (Spam). De 1934 a 1940, Regina também participou do Grupo 7, o qual incluía Victor Brecheret (1894 - 1955), Elisabeth Nobiling (1902 - 1975), Yolanda Mohalyi (1909 - 1978), Rino Levi (1901 - 1965), John Graz e Antonio Gomide. Por último, no ano de 1941, abriu um negócio próprio com o nome de Tapetes Regina Ltda, que funcionou até 1957 produzindo tapetes, cortinas e estofados

### Perspectiva feminista em relação a tríade de artistas-decoradores
Apesar de atuante, há poucos registros de Regina Graz como artista têxtil. Primeiramente, a própria história da arte acaba se inclinando na consideração da produção de John e Regina Graz atrelada ao artista, Antonio Gomide (irmão de Regina), chamando-os de “tríade de artistas-decoradores”.
Entretanto, nos documentos sobre os projetos decorativos realizados entre os anos 1920, 1930, 1940 e 1950 nem sempre é evidenciada a participação de Antonio, mas sim a de John Graz na idealização dos conjuntos de quadros e a de Regina na produção têxtil.
Regina é, portanto, colocada em escritos existentes em uma posição secundária, ou seja, de “colaboradora” mais do que propriamente de “autora”, ao ser descrita como “esposa” e “irmã” de artistas. Outra hipótese é que seu período  ativo de produção ocorreu no mesmo período do movimento pelo sufrágio feminino.[carece de fontes?]

## Reparação histórica de seu legado nas artes decorativas
Há muito a se debater sobre o modo como o trabalho de Regina Graz foi esquecido pelo grande público. Entretanto, esse tratamento com a arte de Regina já acontecia desde os primeiros projetos com John Graz. Na época, o setor artístico no Brasil era extremamente pequeno; sendo assim, o casal decidiu unir conhecimentos para o desenvolvimento de projetos decorativos para a elite paulista até, aproximadamente, 1950 . John era o encarregado pela idealização dos planos, enquanto Regina era a responsável pela execução final. Este tipo de tarefa realizada por Regina era tido como menor valor dentro do mercado de artes visuais, já que o artesanato era visto como ‘’um protótipo do trabalhador manual, cujos dotes intelectuais não estão presentes’’. 

Outro fator é que as artes têxteis são menos duradouras, frente a exposição ao sol, às lavagens e outros agentes de degradação, conforme apontado por John Graz:  
“Infelizmente, sua arte se desfez, nos tapetes, nas decorações, nos ambientes que criou, quantas vezes comigo, e que o tempo desfez”. 
De acordo com Pietro Maria Bardi, um dos fundadores do Museu de Arte de São Paulo, Regina Graz tem o mesmo valor que as pessoas atribuem a Tarsila do Amaral . Uma artista que conseguiu trabalhar juntamente os conceitos de tempo e evolução, como também foi capaz de, a partir de uma educação totalmente europeia, trabalhar com um sentimento genuinamente nacional. Além disso, determina que Regina foi a ponte entre o Movimento Modernista e o Art Déco . 
O crítico de arte Geraldo Edson de Andrade afirmou que Regina conseguiu aderir a um nacionalismo em um momento do país em que as expressões artísticas valorizando o Brasil eram muito poucas ou praticamente nulas, mesmo com a artista vindo de uma sociedade totalmente diferente . Outro fato importante de sua carreira consiste em ser a primeira artista a se preocupar com artefatos decorativos, seus valores e cuidado, equiparando-se ao que a importante Sonia Delaunay desenvolvia em Paris nos anos 20 .

## Exposições

### Exposições Individuais[2]
1947 - São Paulo SP - Individual

### Exposições Coletivas[2]
- 1920 - São Paulo SP - Regina Gomide Graz e John Graz, no Cinema Central
- 1922 - São Paulo SP - Semana de Arte Moderna, no Teatro Municipal
- 1931 - Rio de Janeiro RJ - Exposição na Primeira Casa Modernista do Rio de Janeiro, na Rua Toneleros
- 1931 - Rio de Janeiro RJ - Salão Revolucionário, na Enba
- 1933 - São Paulo SP - 1ª Exposição de Arte Moderna da SPAM, no Palacete Campinas
- 1934 - São Paulo SP - 1º Salão Paulista de Belas Artes, na Rua 11 de Agosto
- 1942 - São Paulo SP - 7º Salão do Sindicato dos Artistas Plásticos, na Galeria Prestes Maia
- 1960 - São Paulo SP - Contribuição da Mulher às Artes Plásticas no País, no MAM/SP
- 1972 - São Paulo SP - A Semana de 22: antecedentes e consequências, no Masp

### Exposições Póstumas[2]
- 1974 - São Paulo SP - Tempo dos Modernistas, no Masp
- 1974 - São Paulo, SP - 1ª Mostra Brasileira de Tapeçaria, no MAB/Faap
- 1975 - São Paulo SP - SPAM e CAM, no Museu Lasar Segall
- 1976 - São Paulo SP - A Família Graz-Gomide: o art-deco no Brasil, no Museu Lasar Segall
- 1984 - São Paulo SP - Tradição e Ruptura: síntese de arte e cultura brasileiras, na Fundação Bienal
- 1994 - São Paulo SP - Bienal Brasil Século XX, na Fundação Bienal
- 1998 - São Paulo SP - Arte Construtiva no Brasil: Coleção Adolpho Leirner, no MAM/SP
- 1999 - Rio de Janeiro RJ - Arte Construtiva no Brasil: Coleção Adolpho Leirner, no MAM/RJ
- 2000 - Valência (Espanha) - De la Antropofagia a Brasilía: Brasil 1920-1950, no IVAM. Centre Julio Gonzáles
- 2002 - São Paulo SP - Da Antropofagia a Brasília: Brasil 1920-1950, no MAB/Faap
- 2004 - São Paulo SP - Mulheres Pintoras, na Pinacoteca do Estado
- 2021 - São Paulo SP - Desafios da modernidade - Família Gomide-Graz nas décadas de 1920 e 1930, no Museu de Arte Moderna (MAM)